# Vito Acconci

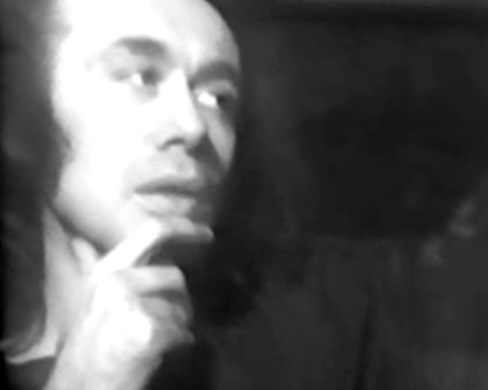
Vitto Acconci in 1973

Vito Hannibal Acconci (New York, 24 januari 1940 – aldaar, 28 april 2017) was een Amerikaans kunstenaar en landschapsarchitect.

## Biografie
In 1962 studeerde Vito Acconci af op de 'Holy Cross College' in Worcester met als hoofdvak Engelse Literatuur. Vanaf 1962 woonde hij de 'Writers Workshop' bij aan de Universiteit van Iowa, hij ontving daar zijn meestertitel voor creatief schrijven in 1964.
Vito Acconci begon als freelance schrijver van poëzie en fictie, en van 1968 tot 1971 had hij een leerstoel aan de School of Visual Arts van New York.
In de late jaren 60 begon Acconci met performances, film- en videokunst als instrumenten van zelfanalyse en intermenselijke relaties. Midden jaren zeventig veranderde hij expositieruimtes in publieke ontmoetingsplaatsen met audio- en video-installaties.
In 1978 stelde conservator Dorine Mignot in het Stedelijk Museum Amsterdam het eerste grote overzicht van Acconci in Nederland samen.
Begin jaren tachtig maakte hij ruimtes voor het publiek door middel van sculpturen.
Midden jaren tachtig ging Acconci zich meer toeleggen op architectuur, landschapsarchitectuur en meubeldesign.
Eind jaren tachtig richtte Vito Acconci de 'Acconci Studio' op, een groep van kunstenaars die projecten ontwerpen voor publieke ruimtes, plaza's, tuinen en parken. 
Acconci overleed op 28 april 2017 op 77-jarige leeftijd na een kort ziekbed.

## Stijl en werkwijze
Het oeuvre van Vito Acconci kenmerkt zich door een grote artistieke diversiteit.

Als schrijver beschouwde Acconci de bladzijde als een zichzelf-ingesloten ruimte waar de schrijver en lezer doorheen kon wandelen.

### Performances
In Acconci's performances en videokunst is zijn eigen lichaam het onderwerp. In de performances staat doorgaans een directe confrontatie met de beschouwer centraal, op een zeer indringende manier. De performances vallen op door hun zeer simpele opzet en ideeën die zeer doeltreffend de boodschap duidelijk maakte.
In  "following piece" (1969) volgt Acconci willekeurige mensen op straat, de acties stoppen op het moment dat deze persoon een privégebied ingaat. De acties konden soms uren duren wanneer de gevolgde persoon een bioscoop of restaurant inging. Een maand lang voerde hij deze performance iedere dag uit. Het idee was de participatie van personen die niet specifiek akkoord gingen met participatie. Het werk was afhankelijk van mensen die in principe niet bewust waren dat ze voor het kunstwerk werden gebruikt.
Een andere performance is "Seedbed" (1972). In Seedbed ligt Acconci verscholen onder een vloer van een galerie. Hij masturbeert terwijl hij in een microfoon zijn fantasieën uitspreekt over de bezoekers die over de vloer lopen: "you're pushing your cunt down on my mouth" en "you're ramming your cock down into my ass". Gedurende 3 weken masturbeert hij 8 uur per dag. In deze performance is Acconci de maker en ontvanger van het genot van het kunstwerk, een werk dat tegelijkertijd openbaar als privé is.
De grootste bekendheid genieten zijn performances waarin hij de (pijn)grenzen van het eigen lichaam aftast: zichzelf bijt, op de grond valt of zich met de hand ontdoet van een vierkante decimeter lichaamsbeharing. In "Blindfolded Catching" (1970) tracht hij geblinddoekt keihard naar hem toegegooide rubber ballen te vangen.

### Architectuur

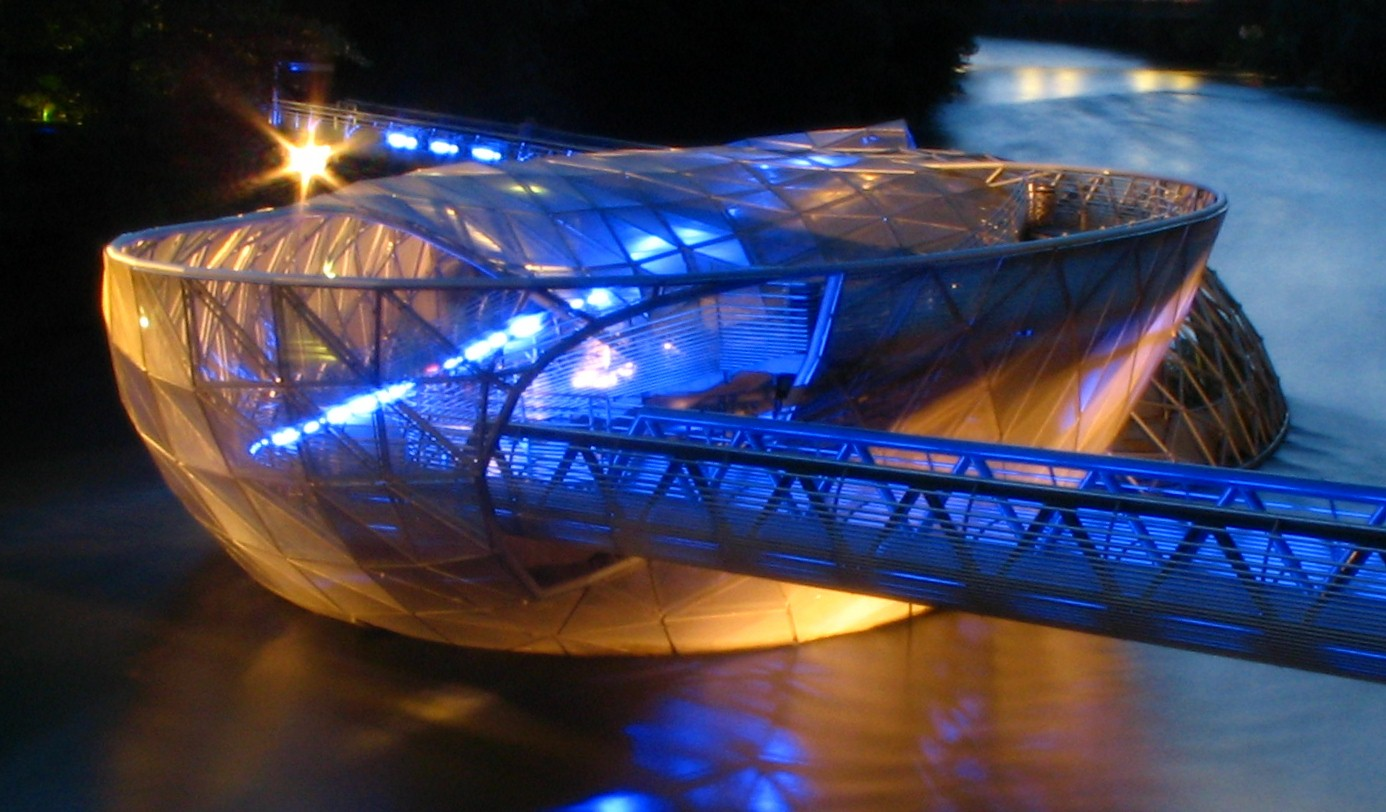
Grazer Murinsel in Graz

De stap van zijn poëzie via zijn performances en installaties naar zijn werken voor de openbare ruimte en zijn huidige architecturale praktijk zijn een relatief kleine stap. Door zijn continue zoektocht naar de grenzen tussen het persoonlijke en het collectieve en Acconci's grote belangstelling voor het menselijk lichaam en diens relatie tot de publieke ruimte leidde ertoe dat hij als architect en meubelontwerper werkzaam werd onder de naam Acconci Studio.
In 2003 ontwierp hij de winkel "United Bamboo" in Daikanyama (Tokio). 
- 2003 Cannon Center for the Performing Arts (Memphis)
- 2003 Grazer Murinsel (Graz)